# 今日说法
《今日说法》（英語：Legal Report）是中国中央电视台的一栏法律节目，1999年1月开始播出，以“点滴记录中国法治进程”为口号，以讲述案件为主体，传播法律知识和理念。

## 节目编排
《今日说法》的节目大致由案例、主持人和专家解读三部分有机组合而成。
每期《今日说法》会讲述一个案例，由节目组与办案的公安机关、法院与检察院协同制作。办案机关会提供必要的视频资料，派执法、司法人员接受节目组访谈，同时节目组也会对案件当事人、被害人进行访问，必要时还会对案情进行模拟演示。主要涉及的案件类型有刑事案件和民事案件。
《今日说法》设置主持人，会在节目开始与案例播放过程中对案例进行简单的串讲。主持人曾在节目开场出现，如今多只在案例播放一段落才正式登场。案例后期，主持人会邀请作为嘉宾的法律专家进行案例分析，提出见解。法律专家是来自北京市主要高校的法学教授。
自撒贝宁的工作重心转向大型活动和综艺节目主持后，撒贝宁在《今日说法》的地位由全职主持转为兼职主持，且仅在两会期间主持特别节目。央视综合频道还曾推出由撒贝宁主持的周日档特别节目《撒贝宁时间》，采用沉浸式的节目模式。《撒贝宁时间》现已停播。2021年11月18日，撒贝宁再度主持《今日说法》。

## 播出时间
本栏目为日播节目，在以下时间首播：
- 中国中央电视台综合频道 (港澳版)：周一至周五12:32
- 中国中央电视台综合频道：周一至周五12:35

但是，逢节假日及特殊时期，会因央视综合频道编排播出其他节目而暂停播出。如中华人民共和国成立70周年的国庆假期期间，该时段播出央视自制纪录片。此外若12点档的《新闻30分》超时播出，则当日该节目亦会暂停播出。

## 栏目主题歌
《今日说法》曾在2007-2009年期间推出自己的栏目歌曲，作为片尾曲使用，歌词如下：
你有一个说法，我有一个说法。我们同在，12:38！
后因央视综合频道更换统一包装，改用综合频道统一片尾曲至今。

## 幕后人员
- 现任制片人：王宝卿、张颖、陈兵
- 前任制片人：王新中、何抒玟(何淑文)、钱蔚、朱海峰、吕莹、沙龙、刘聪毅
- 主编：孙震博、高国辉、王向群、刘欢、马洪涛、陈雅
- 编导：杜红、谢金玻、孙铭菲、李季春、徐翔、汤贝妮
- 2014年下半年栏目首席记者：程君轶、陈雅、刘文臣、徐子越、彭博、王秀敏、李政林
- 配音：谢猛、沙龙、孙震博
- 导播：田玉龙